# 18626 Michaelcarr
18626 Michaelcarr este o planetă minoră (asteroid) din centura de asteroizi. A fost descoperită pe 27 februarie 1998 la observatoire de la Côte d'Azur⁠(d) de OCA-DLR Asteroid Survey⁠(d). 
Obiectul prezintă o orbită caracterizată de o semiaxă mare de 1,9129017 UAi, o excentricitate de 0,09, o înclinație de 19,84038 ° în raport cu ecliptica.